# Харченко Ольга Олександрівна
О́льга Олекса́ндрівна Ха́рченко — майстер спорту України міжнародного класу з кікбоксингу, тренер.

## Спортивні досягнення
- чемпіонка світу,
- триразова володарка Кубка світу,
- дворазова срібна призерка Кубка світу,
- володарка Кубка Європи.